# Georg Müßig
Georg Müßig (auch bekannt als Markus von Dieburg, Ordensname: Pater Markus; * 28. April 1875 in Dieburg; † 1. Januar 1952 in Kleve) war ein deutscher Kapuziner, Vertreter eines sozial engagierten Katholizismus und Gründer und Leiter der Krefelder Ordensgemeinschaft der Franziskus-Schwestern der Haus- und Krankenpflege.

## Leben
Pater Markus, getauft auf den Namen Georg, war der Sohn des Schuhmachermeisters Jakob Müßig und seiner Frau Katharina geb. Kern und wuchs in der hessischen Kreisstadt Dieburg in einfachen Verhältnissen auf. Schon mit siebzehn Jahren trat er am 24. September 1892 in den Kapuzinerorden ein, am 24. September 1894 legte er die zeitliche Profess und am 27. September 1896 die ewige Profess ab. Nach Studien der Philosophie und Theologie mit einem Abschluss in Münster wurde er am 29. Juni 1899 in Krefeld zum Priester geweiht.
Von 1902 bis 1917 war er als Dozent für Philosophie in Kleve und Krefeld tätig und wurde während dieser Zeit auch mit Aufgaben in der Betreuung und Leitung des Dritten Ordens des Hl. Franziskus in der Rheinisch-Westfälischen Kapuzinerprovinz betraut. Während seiner Zeit als Leiter der Drittordensgemeinde Krefeld (1911–1926) gründete er am 1. Mai 1912 in Krefeld die Hauspflege des Dritten Ordens. Angesichts der sozialen Verelendung weiter Teile der Arbeiterschaft und der unzureichenden Hygiene ihrer Wohn- und Lebensbedingungen sollte es die Aufgabe dieses Pflegedienstes sein, bedürftige Familien ohne Ansehung ihrer Konfession in der Führung ihres Haushaltes und in der Pflege von Alten oder Kranken zu unterstützen.
Da der Bedarf durch die Folgen des Ersten Weltkriegs enorm anstieg und es sich bald als schwierig herausstellte, die Aufgaben des Pflegedienstes nur mit ungelernten Kräften und ehrenamtlichen Helfern zu erfüllen, gründete Pater Markus am 19. April 1919 schließlich die Ordensgemeinschaft der Caritasschwestern des Dritten Ordens des heiligen Franziskus, in der nunmehr hauptberufliche Pflegeschwestern, zu Beginn sechs an der Zahl, mit den ehrenamtlichen Helferinnen zusammenwirkten.
Die Mitglieder der Gemeinschaft besaßen in der Anfangszeit keinen eigenen Konvent, sondern benutzen zunächst einen Raum der Drittordensgemeinde und dann eine Mietwohnung für ihre Schulungen und Zusammenkünfte, bis sie 1927 ein Haus am Jungfernweg 1 erwerben konnten, das sie bis zu dessen Zerstörung 1943 und seit der Wiederherstellung von 1953 bis heute als Konvent und Mutterhaus ihrer Gemeinschaft nutzen.
Pater Markus betreute die Gemeinschaft von der Gründung an als Priester und als vom Provinzial der Rheinisch-Westfälischen Kapuzinerprovinz eingesetzter geistlicher Leiter. Sie wuchs bis 1929 auf 36 Mitglieder an und konnte unter seiner Leitung acht Zweigstellen eröffnen, wurde außerdem zum Vorbild für die Gründung ähnlicher eigenständiger Gemeinschaften unter anderem in Aachen und Bocholt.
Im Gefolge der Neugründung des Bistums Aachen wurde die Gemeinschaft 1932 der geistlichen Aufsicht des Kapuzinerprovinzials und damit auch der Leitung von Pater Markus entzogen und dem Bischof von Aachen unterstellt. Nach dem Ausgang des Zweiten Weltkrieges wurde Pater Markus vom Aachener Bischof 1946 erneut mit der Leitung der mittlerweile um sieben neue Zweigstellen erweiterten Gemeinschaft betraut, in die er 1947 im Auftrag des Bischofs auch die Aachener und weitere bis dahin eigenständige Gemeinschaften integrierte, und die 1947 auf Wunsch des Bischofs den neuen Namen Franziskus-Schwestern der Haus- und Krankenpflege erhielt. Pater Markus blieb bis kurz vor seinem Tod Leiter der Gemeinschaft, die in Krefeld während der Nachkriegsjahre in einem von der Stadt bereitgestellten Haus in der Steinstraße 147 residierte und dort auch ein Altenheim für fünfzehn Personen unterhielt.
Nach seinem Tod am 1. Januar 1952 in Kleve wurde Pater Markus im ehemaligen Kapuzinerkloster Krefeld-Inrath bestattet.

## Veröffentlichungen
- Die Hauspflege des Dritten Ordens des hl. Franziskus. Mit einem Geleitwort von Martin Faßbender (= Drittordensbücherei, 23). 2. Auflage. Rauch, Wiesbaden 1929